# تقدير الجمارك
تقدير الجمارك في الاقتصاد (بالإنجليزية:Customs Valuation) هي العملية التي يقوم بها مصلحة الجمارك لتقدير قيمة الجمرك التي تدفع عن بضاعة أو خدمة مستوردة أو مصدّرة. وهو إجراء يجرى في العادة بغرض حماية منتجات البلد، وتجميع أموالا للحكومة، وتنفيذ السياسة الوطنية في الاستيراد والتصدير، وحماية الجمهور والمحافظة على أمانه. وقد بدأ تاريخ الرسوم الجمركية منذ آلاف السنين في بلاد مختلفة منها دولة الروم وفي الصين خلال حكم الإمبراطور هان Han Dynasty وفي الهند. وتعتبر أول وثيقة عن التقدير الجمركي الصادرة في تدمر بسورية بتاريخ 336 قبل الميلاد أول وثيقة تعرف في التاريخ.